# 梅尔卡亚河
梅尔卡亚河（俄语：Река Мелкая）或浅濑川（日语：／）是萨哈林州的河流，长61公里，流域面积376平方公里，注入鄂霍次克海。

## 引用
1. ↑  . Публичная кадастровая карта.   [2012-04-27]. （原始内容存档于2020-03-13）.
2. ↑  М·Г·瓦西科夫斯基. . 列宁格勒: 气象出版社. 1973 （俄语）.
3. ↑  . 国家水登记处.   [2024-01-01]. （原始内容存档于2024-01-01） （俄语）.